# Grand Prix automobile de Grande-Bretagne 1971
Résultats du Grand Prix de Grande-Bretagne de Formule 1 1971 qui a eu lieu sur le circuit de Silverstone le 17 juillet 1971.

## Classement
| Pos | N° | Pilote               | Écurie                | Tours | Temps/Abandon     | Grille | Points |
| --- | -- | -------------------- | --------------------- | ----- | ----------------- | ------ | ------ |
| 1   | 12 | Jackie Stewart       | Tyrrell-Ford          | 68    | 1 h 31 min 31 s 5 | 2      | 9      |
| 2   | 18 | Ronnie Peterson      | March-Ford            | 68    | + 36 s 1          | 5      | 6      |
| 3   | 1  | Emerson Fittipaldi   | Lotus-Ford            | 68    | + 50 s 5          | 4      | 4      |
| 4   | 26 | Henri Pescarolo      | March-Ford            | 67    | + 1 tour          | 17     | 3      |
| 5   | 24 | Rolf Stommelen       | Surtees-Ford          | 67    | + 1 tour          | 12     | 2      |
| 6   | 23 | John Surtees         | Surtees-Ford          | 67    | + 1 tour          | 11     | 1      |
| 7   | 22 | Jean-Pierre Beltoise | Matra                 | 66    | + 2 tours         | 15     |        |
| 8   | 17 | Howden Ganley        | BRM                   | 66    | + 2 tours         | 11     |        |
| 9   | 16 | Jo Siffert           | BRM                   | 66    | + 2 tours         | 3      |        |
| 10  | 14 | François Cevert      | Tyrrell-Ford          | 65    | + 3 tours         | 10     |        |
| 11  | 20 | Nanni Galli          | March-Ford            | 65    | + 3 tours         | 21     |        |
| 12  | 8  | Tim Schenken         | Brabham-Ford          | 63    | Boîte de vitesses | 7      |        |
| Nc. | 3  | Reine Wisell         | Lotus-Pratt & Whitney | 57    | Non classé        | 19     |        |
| Nc. | 19 | Andrea de Adamich    | March-Alfa Romeo      | 56    | Non classé        | 24     |        |
| Abd | 10 | Peter Gethin         | McLaren-Ford          | 53    | Moteur            | 14     |        |
| Abd | 4  | Jacky Ickx           | Ferrari               | 51    | Moteur            | 6      |        |
| Abd | 5  | Clay Regazzoni       | Ferrari               | 48    | Pression d'huile  | 1      |        |
| Abd | 21 | Chris Amon           | Matra                 | 35    | Moteur            | 9      |        |
| Abd | 9  | Denny Hulme          | McLaren-Ford          | 32    | Moteur            | 8      |        |
| Abd | 25 | Derek Bell           | Surtees-Ford          | 23    | Suspension        | 23     |        |
| Abd | 6  | Mike Beuttler        | March-Ford            | 21    | Pression d'huile  | 20     |        |
| Abd | 2  | Dave Charlton        | Lotus-Ford            | 1     | Moteur            | 13     |        |
| Abd | 7  | Graham Hill          | Brabham-Ford          | 0     | Accident          | 22     |        |
| Abd | 11 | Jackie Oliver        | McLaren-Ford          | 0     | Accident          | 16     |        |

Légende :
- Abd.=Abandon

## Pole position et record du tour
- Pole position : Clay Regazzoni en 1 min 18 s 1 (vitesse moyenne : 217,152 km/h). Temps égalé par Jackie Stewart en qualifications.
- Tour le plus rapide : Jackie Stewart : 1 min 19 s 9 au 45e tour (vitesse moyenne : 212,260 km/h).

## Tours en tête
- Clay Regazzoni : 3 (1-3)
- Jackie Stewart : 65 (4-68)

## À noter
- 16e victoire pour Jackie Stewart.
- 4e victoire pour Tyrrell en tant que constructeur.
- 38e victoire pour Ford Cosworth en tant que motoriste.